# Lars Nilsson Östner
Lars Nilsson Östner, född på 1680-talet i Östergötland, död 24 mars 1760, var en svensk militär vid Norra skånska kavalleriregementet.

## Biografi
Lars Nilsson föddes på 1680-talet i Östergötland. Han var son till kornetten vid Östgöta kavalleriregemente Nils Larsson (död 1707) och Maria Ericsdotter. Östner blev 1700 ryttare vid Östgöta kavalleriregemente och 1701 korpral vid regementet. Han blev 1704 kornett vid översten Carl Gustaf Dückers regemente, löjtnant 1705, regementskvartermästare 1706, kapten 1707 och slutligen majors karaktär 1719. Östner adlades 16 november 1719 till Östner och introducerades 1720 i Sveriges Riddarhus som nummer 1692. Han blev 1719 major vid Norra skånska kavalleriregementet och 1723 överstelöjtnants avsked. År 1748 blev han riddare av svärdsorden. Östner avled 24 mars 1760.
Östner var en manlig och tapper soldat och deltog i stormningen av Lemberg. Han var då den förste tillsammans med 12 män som hävde sig över staketet. Vid Krasnacut erövrade han från ryska generalen Carl Ewald Rönnes dragonregemente ett par pukor jämte standaret och en fana. Han tog till fånga i slaget vid Poltava och återkom till Sverige 1719.

### Familj
Östner gifte sig med Hedvig Piper (1697–1764). Hon var dotter till ståthållaren Henric Piper och Hedvig Cronström.